# Rue du Sergent-Hoff
La rue du Sergent-Hoff est une rue du 17e arrondissement de Paris.

## Situation et accès
La rue du Sergent-Hoff est une petite rue du sud-ouest du 17e arrondissement de Paris, dans le quartier des Ternes, comprise dans le triangle formé par le boulevard Pereire, l'avenue Niel et l'avenue des Ternes. Elle débute au 25, rue Pierre-Demours et finit au 10, rue de Saint-Senoch. 
Longue de 70 mètres pour une largeur de 12, elle s'étend sur un axe nord-ouest/sud-est.
Rue uniquement résidentielle, elle n'est bordée que d'immeubles hausmanniens.
Le quartier est desservi par la ligne de métro 2 à la station Ternes et par la ligne 3 à la station Pereire.

## Origine du nom

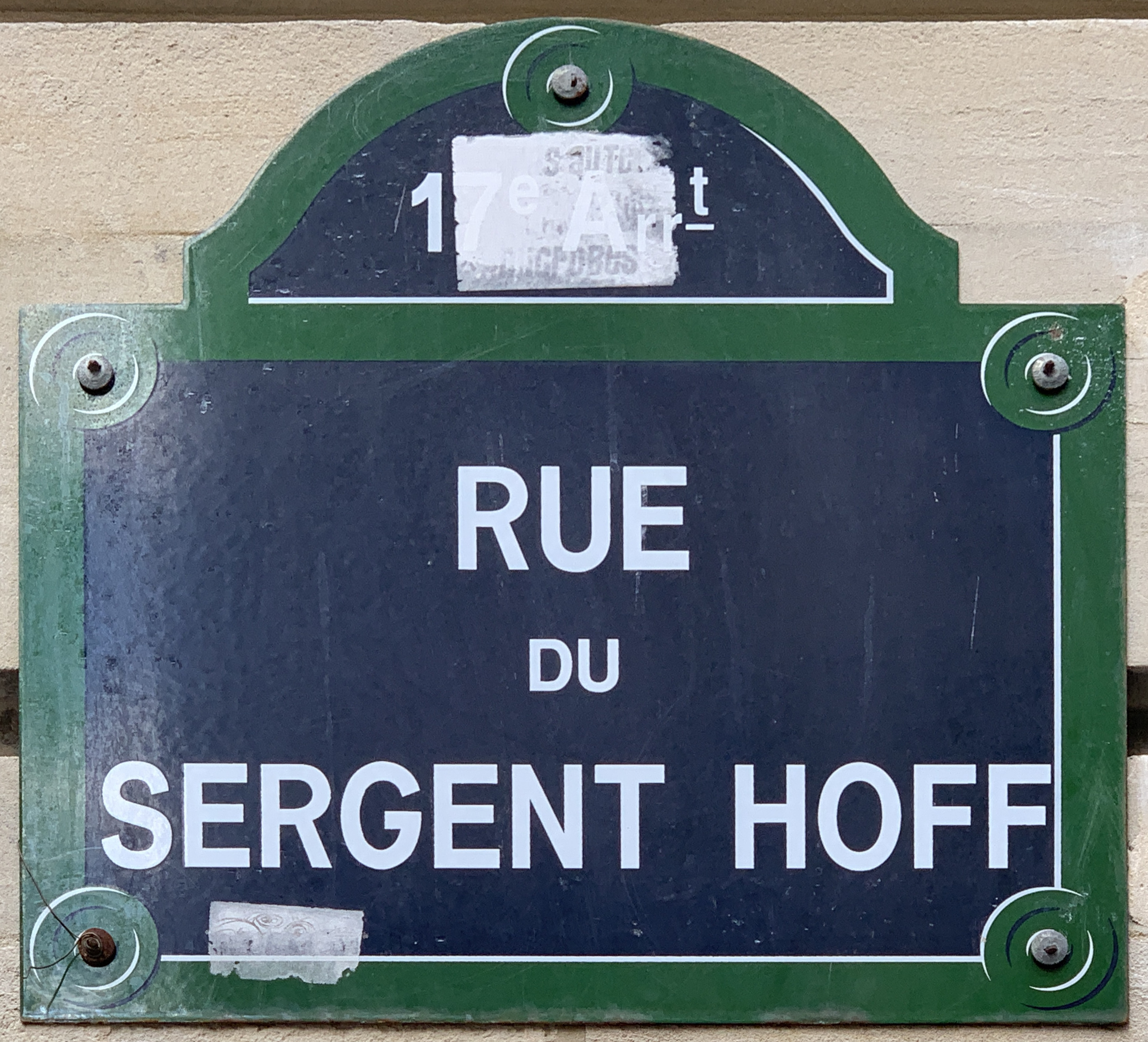
Plaque de la rue.

Elle a été nommée d'après Ignace Hoff (1836-1902), communément appelé « sergent Hoff », un soldat alsacien, héros de la guerre de 1870 et du siège de Paris (il existe également une rue à son nom à Bry-sur-Marne et au Perreux-sur-Marne, villes où le sergent s'illustra et à Marmoutier dans le Bas-Rhin où il naquit). Elle est avec la rue du Sergent-Bauchat et la rue du Sergent-Maginot, une des trois rues parisiennes nommées d'après une personne portant ce grade.

## Historique
Cette rue ouverte en 1901 prend sa dénomination actuelle par un arrêté du 28 octobre 1910.
Trois des quatre immeubles de la rue côté nord-est sont l'œuvre de l'architecte Eugène Wiart (no 6, achevé en 1909 ; no 4 bis, achevé en 1912 ; 27, rue Pierre-Demours, immeuble d'angle avec la rue du Sergent-Hoff achevé en 1912) qui a réalisé plus d'une cinquantaine d'immeubles dans Paris, principalement dans le quartier.
Les deux immeubles ouvrant sur la rue côté sud-ouest, les no 3 et no 5 sont des immeubles jumeaux, à façade de brique (les deux seuls dans la rue).

## Bâtiments remarquables et lieux de mémoire

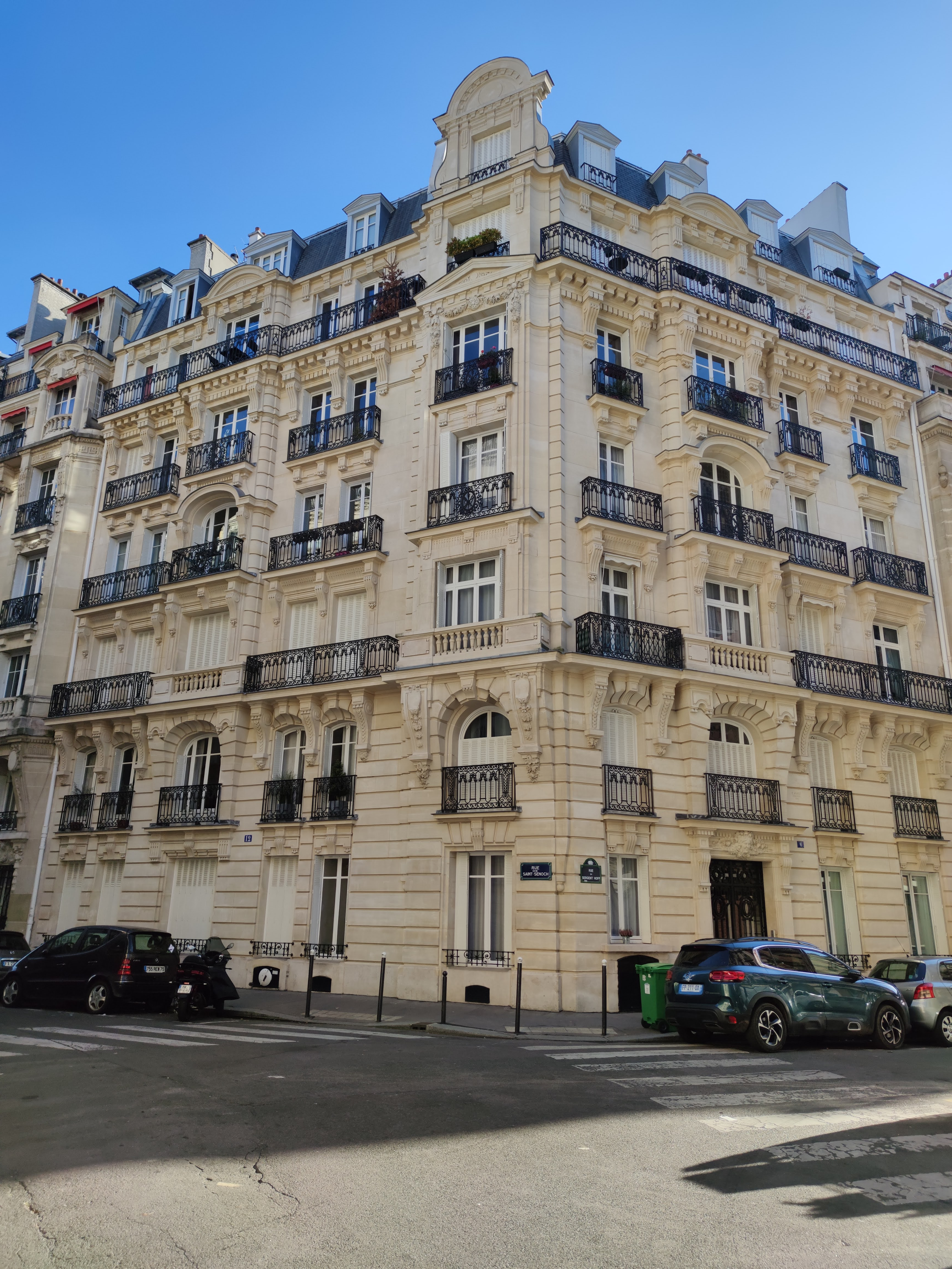
No 6 : immeuble à l’angle de la rue de Saint-Senoch.

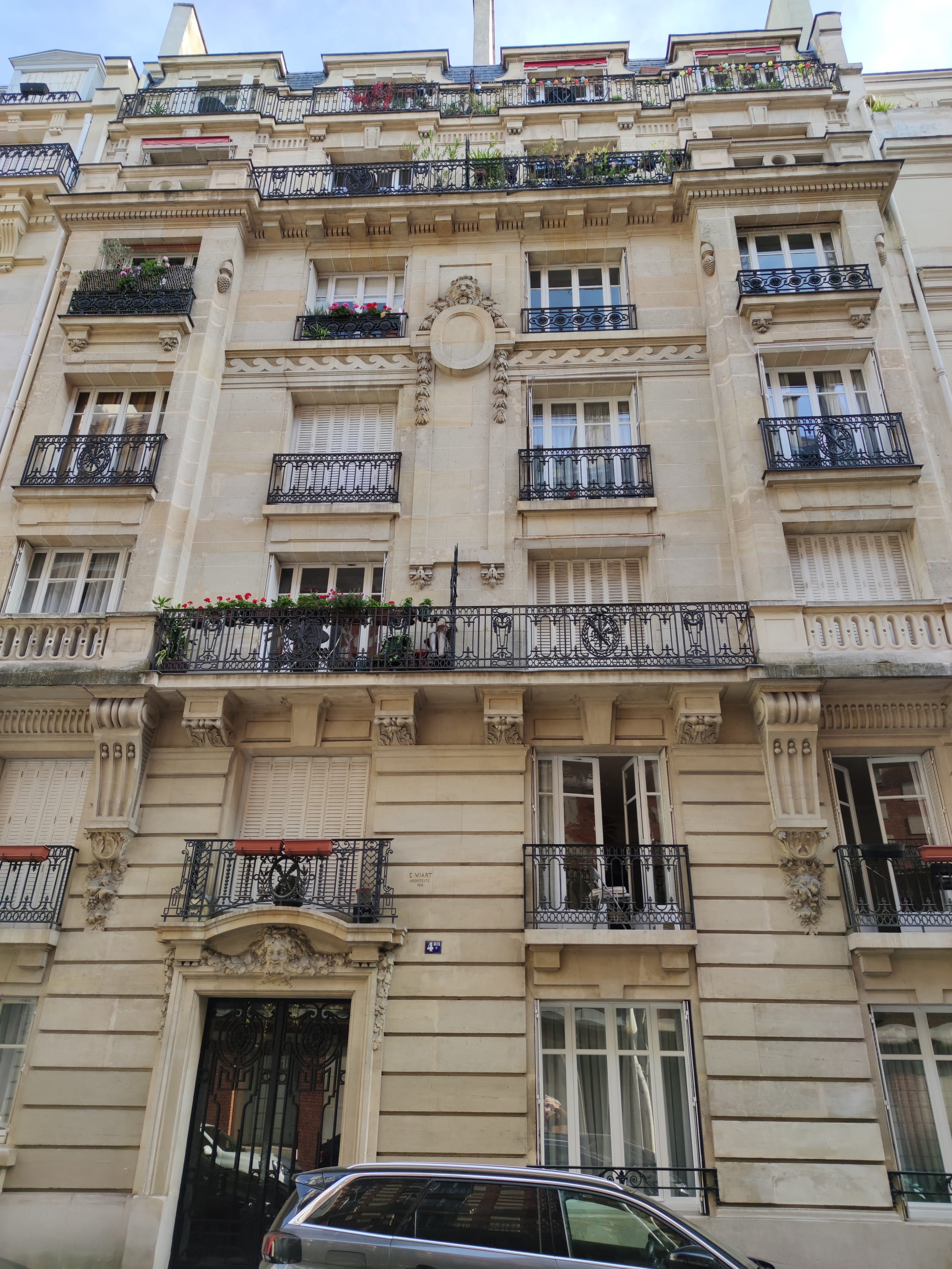
No 4 bis.

- No 3 : dans son roman Le Mobilier national (2001), Laurence Cossé y fait habiter un de ses personnages.
- No 4 : semble avoir abrité une clinique d'une trentaine de lits, dirigée par le D. Billon, au tout début du XXe siècle qui deviendra hôpital auxiliaire (code HA 69) pendant la Première Guerre mondiale, de septembre 1914 à mai 1915. Le général René Audéoud y est décédé le 10 mai 1909. De 1947 à 1977, cette adresse est occupée par la Maison de santé de la Plaine-Monceau (établissement d'hospitalisation de chirurgie).
- No 4 bis : immeuble construit par l’architecte Eugène Wiart en 1912, signé en façade.
  - le pianiste espagnol Ricardo Viñes (1875-1943) y habita[2],[3]. Francis Poulenc, collégien, vint chez lui suivre des cours de piano pendant la Première Guerre mondiale[3] ;
  - l’actrice Jeanne Bérangère (1864-1928) a vécu à cette adresse et y est décédée le 19 novembre 1928[4] ;
  - l'écrivain et biographe anglais Michael Holroyd raconte dans ses mémoires Basil Street Blues: A Family Story (1999) s'être rendu plusieurs fois après-guerre dans un immeuble de la rue du Sergent-Hoff voir son père, qui malade avait dû quitter la Royal Air Force et y vivait alors chez une dénommée Mme Dimier[5]. La description assez détaillée de la façade de l'immeuble où il résidait et l'année de construction (1912)[6] laisse penser qu'il s'agit du no 4 bis.